# Shadow Mario
Shadow Mario komt voor als Bowser Jr in Super Mario Sunshine. Daar heeft Bowser Jr zich vermomd als Shadow Mario.   Hij probeert Princess Peach te kidnappen en de speler moet hem stoppen.Hij heeft een Cameo in Super Smash Bros. for Wii U.

## Cosmic Mario en Cosmic Clones
Cosmic Mario komt voor in Super Mario Galaxy.
Als je hem tegenkomt, moet de speler tegen hem racen en als de speler wint krijgt hij de ster.
Cosmic Clones komen regelmatig voor in Super Mario Galaxy 2 en Super Mario 3D land.
Ze doen je precies na, op een paar seconden na.
In Super Mario Galaxy 2 komen er telkens meer van, terwijl er in Super Mario 3D Land er maar 1 is. Er zijn 2 formaten.